# Странгвэйс (кратер)

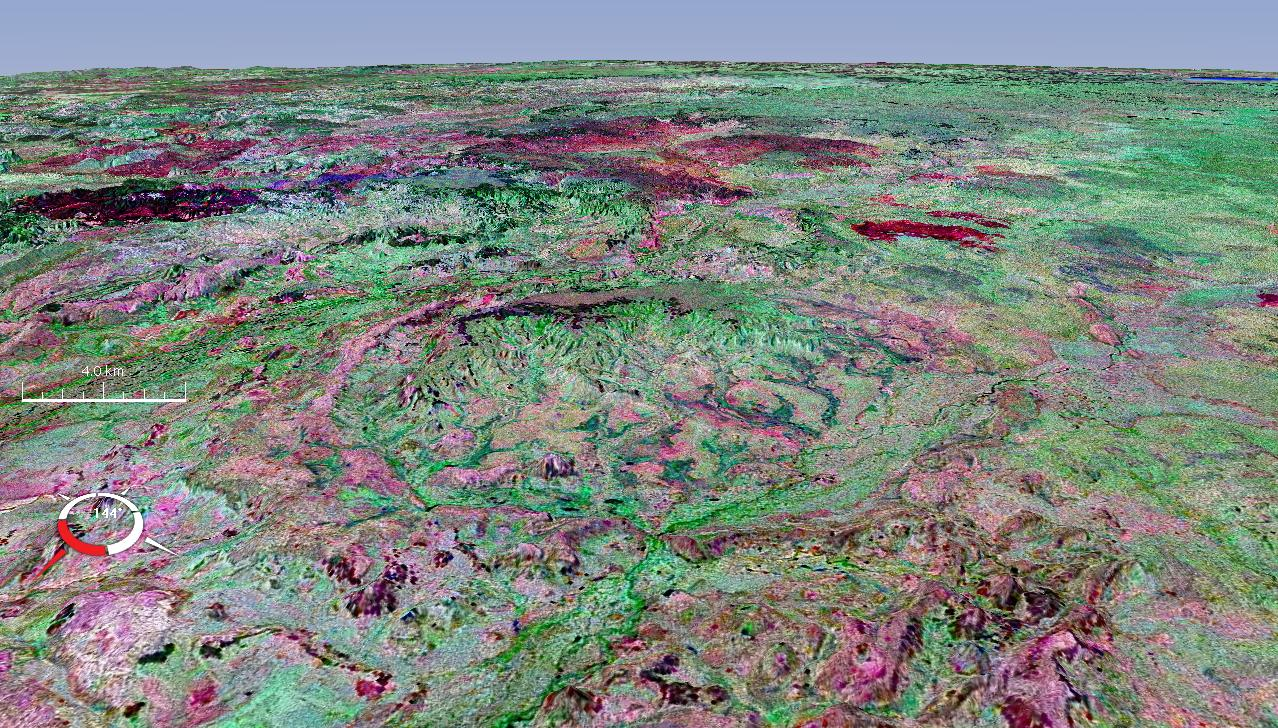
Наклонное изображение кратера Странгвэйс, наложенное на цифровую модель рельефа, NASA World Wind

Странгвэйс — большая астроблема, разрушенные остатки бывшего метеоритного кратера, расположена на Северной территории, Австралия. Кратер получил название в честь соседней реки Странгвэйс. Расположен в отдалённом и труднодоступном месте.

## Описание
Круговую топографическую структуру, заметную на местности, сначала считали вулканической. Ударное происхождение впервые предложено в 1971 году после открытия признаков и доказательств удара, включая конусы растрескивания и ударный кварц. Круговая структура имеет около 16 км в диаметре и находится в пределах мезопротерозойских осадочных горных пород бассейна Макартура (McArthur Basin). Однако, это всего лишь остаток первобытного кратера после значительной эрозии. Оценки начального диаметра у различных исследователей варьируются в пределах 24-40 км (Earth Impact Database — 25 км). Возраст ударного события был определён в 646 ± 42 миллионов лет (неопротерозой) на основе радиоизотопного датирования расплавленных ударом пород.